# Hemidactylus tropidolepis
Espèce
Hemidactylus tropidolepis est une espèce de geckos de la famille des Gekkonidae.

## Répartition
Cette espèce se rencontre au Kenya, en Somalie et en Éthiopie.

## Publication originale
- Mocquard, 1888 : Sur une collection de reptiles et de batraciens rapportés des pays somalis et de Zanzibar par M. G. Révoil. Mémoires Publies par la Société Philomathique à l’occasion du Centenaire de sa fondation 1788—1888, Paris, p. 109-134.